# Палатка (Магаданска област)
 Тази статия е за селището.  За подслона вижте палатка.  
Пала́тка (на руски: Палатка) е селище от градски тип в Магаданска област, Русия. Разположено е на Колимската магистрала, на около 57 km северно от Магадан. Административен център е на Хасински район. Към 2016 г. има население от 3931 души.

## История
Селището е основано през 1932 г. Основната версия за произхода на името му е, че то е кръстено на река Палатка, чието име от юкагирски и евенски („паля-аткан“) означава „камениста река“. Скоро след основаването му са построени 3 трудови лагера към ГУЛАГ, от които един женски. Според някои данни към 1937 г. в селището работят 3 хиляди затворници. Към 1939 г. Палатка се превръща в едно от най-многолюдните селища на Колимската магистрала. През военните години е осъществена телефонна връзка с Магадан и е построена детска градина. До 1950 г. селището е свързано чрез теснолинейка с морското пристанище. Използвала се е за превоз на промишлени материали. Но през 1955 г. железопътната линия е закрита, а релсите и траверсите са изтръгнати. През 1966 г. селището става районен център. От 1967 г. до 1990-те години в селището работи голям еленовъдски совхоз, разполагащ с около 6 хиляди елена. През 1970-те селището претърпява строителен бум – сгради се строят трескаво, уви не особено качествено. По същото време в района започва рудодобивна дейност и селището се превръща в „спален район“ за много миньори. През 1987 г. селището е място на първия регионален рок фестивал.

## Население
| 1959 | 1970 | 1979 | 1989   | 2002 | 2007 | 2008 |
| ---- | ---- | ---- | ------ | ---- | ---- | ---- |
| 5108 | 5223 | 8400 | 10 496 | 4888 | 4389 | 4279 |
| 2009 | 2010 | 2012 | 2013   | 2014 | 2015 | 2016 |
| 4226 | 4244 | 4148 | 3999   | 3999 | 3996 | 3931 |

## Климат
Климатът в Палатка е субарктичен. Средната годишна температура е -5.3 °C, а средното количество годишни валежи е около 429 mm.
| Климатични данни за Палатка        | Климатични данни за Палатка | Климатични данни за Палатка | Климатични данни за Палатка | Климатични данни за Палатка | Климатични данни за Палатка | Климатични данни за Палатка | Климатични данни за Палатка | Климатични данни за Палатка | Климатични данни за Палатка | Климатични данни за Палатка | Климатични данни за Палатка | Климатични данни за Палатка | Климатични данни за Палатка |
| Месеци                             | яну.                        | фев.                        | март                        | апр.                        | май                         | юни                         | юли                         | авг.                        | сеп.                        | окт.                        | ное.                        | дек.                        | Годишно                     |
| Средни максимални температури (°C) | −18,6                       | −16,2                       | −10,9                       | −3,4                        | 4,0                         | 10,6                        | 14,0                        | 13,9                        | 8,9                         | −1,3                        | −12,2                       | −16,9                       |                             |
| Средни температури (°C)            | −21,1                       | −19,1                       | −14,9                       | −7,2                        | 1,0                         | 7,2                         | 11,0                        | 10,8                        | 6,0                         | −4                          | −14,6                       | −19,1                       |                             |
| Средни минимални температури (°C)  | −23,5                       | −22                         | −18,9                       | −10,9                       | −1,9                        | 3,9                         | 8,0                         | 7,8                         | 3,2                         | −6,7                        | −17                         | −21,3                       |                             |
| Средни месечни валежи (mm)         | 15                          | 12                          | 7                           | 19                          | 34                          | 47                          | 62                          | 65                          | 62                          | 53                          | 34                          | 19                          |                             |
| ---------------------------------- | --------------------------- | --------------------------- | --------------------------- | --------------------------- | --------------------------- | --------------------------- | --------------------------- | --------------------------- | --------------------------- | --------------------------- | --------------------------- | --------------------------- | --------------------------- |
| Източник: Climate-Data             |                             |                             |                             |                             |                             |                             |                             |                             |                             |                             |                             |                             |                             |

## Икономика
Развита е цветната металургия, химическата и хранително-вкусовата промишленост.

## Побратимени градове
- Палатка, Флорида, САЩ (1991)